# Seth Grahame-Smith
Seth Grahame-Smith, född Seth Jared Greenberg den 4 januari 1976, är en amerikansk författare, manusförfattare och producent för film och TV. 
Han är kanske främst känd som författaren till böckerna Pride and Prejudice and Zombies och Abraham Lincoln, Vampire Hunter.
Grahame-Smith föddes i Rockville Centre, New York, och växte upp i Weston, Connecticut samt Bethel, Connecticut. Han är för närvarande bosatt i Los Angeles, Kalifornien.